# Маршани (абхазский род)
Марша́н (абх. Маршьан, абаз. Маршан, адыг. Марчинуко, убых. Маршенье, карач.-балк. Маршанкъул; в дореволюционных русских текстах Маршани и Маршания) — абхазский род.

## Общие сведения

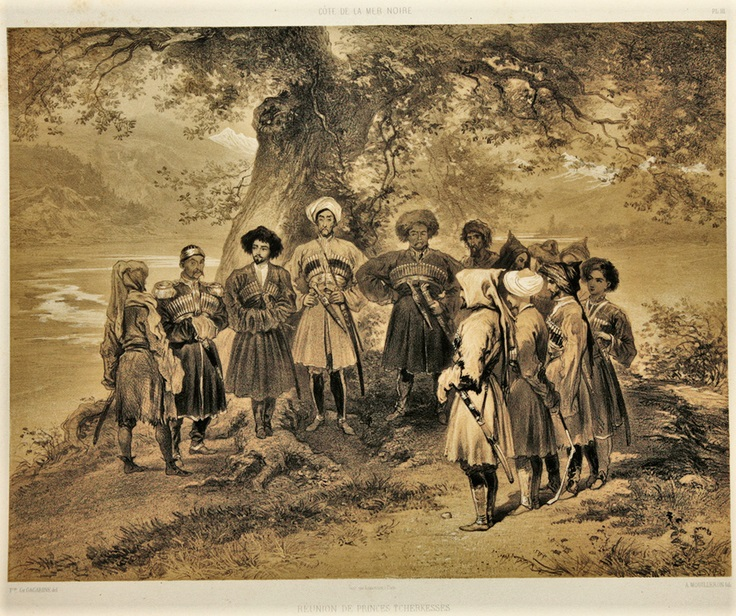
Князь Григорий Гагарин. Совещание черкесских и абхазских князей в окрестностях Сочи. Пятый слева стоит князь Маршани. Второй слева стоит Кац Маан.

Княжеский род Маршани, по состоянию на первую половину XIX века, многочисленный и разветвлённый, владел труднодоступной территорией в Абхазии, известной в русских источниках под названием Цебельда (историческая область Абхазии Дал-Цабал). Столицей владений княжеского рода было село Мерхеул. Отдельные ветви рода также имели свои резиденции. Одна из них — в селе Дал (совр. Лата), где сохранились развалины 2-этажного дворца и надгробие на могиле князя Батала Маршана (ум. 1859). Цебельдинские владения Маршани располагались южнее Сухума, вблизи Мерхеула выходили к морю, а затем поднимались в горы долинами Мачары и Кодора, где располагалось селение Дал, и откуда можно было по труднодоступным перевалам пройти в Сванетию (совр. Кодорское ущелье).
Кроме этого, роду Маршани принадлежала решающая роль и в труднодоступных горных районах на севере Абхазии, в обществе Ахчипсу (Ахчипсоу) и соседних, расположенных на реках Ачипсе и Псоу, на границе с землями убыхов (совр. граница между Абхазией и Краснодарским краем, по большей части к северу от современной границы, то есть на краснодарской стороне).
И те, и другие Маршани находились в сложных отношениях как с владетелями Абхазии, принадлежавшими к роду Чачба (с которым, тем не менее, состояли в родстве), так и с российскими войсками, которые появились в Абхазии в начале XIX века. Тем не менее, некоторые Маршани приняли чины офицеров русской армии и даже участвовали в боевых действиях русских войск против непокорных горцев, в том числе, убыхов.
В Цебельде сопротивление русским войскам в конце 1830-х годов возглавил князь Шабат Маршани. Сопротивление продолжалось с 1837 по 1842 год (с перерывами). Русские войска совершили несколько экспедиций в Дал и Цебельду. При этом часть князей Маршани, включая родных братьев Шабата, поддержала русские войска. На стороне русских выступили также владетель Абхазии Михаил Чачба (Хамид-бей) и влиятельный абхазский дворянин Кац Маан. В результате экспедиций русских войск вся Цебельда вплоть до Кодорского ущелья признала власть России. Сопротивление продолжил только Эсшоу Маршани, младший брат Шабата, заручившийся поддержкой убыхов и части Маршани из Ахчипсоу, однако значительных военных сил не имел.
Маршани из Ахчипсоу также оказывали упорное сопротивление русским войскам. Это сопротивление было усилено событиями Крымской войны, когда турецкий экспедиционный корпус Омера-паши на какое-то время высадился в Абхазии. Однако вскоре турки вынуждены были покинуть Абхазию. Жители Ахчипсоу ещё какое-то время продолжали сопротивление русским войскам. На финальном этапе Кавказской войны значительная часть населения этого края вместе с убыхами выселилась в Турцию.

## Связанные княжеские и дворянские роды
Ветвями рода являются ряд фамилии абхазских и абазинских князей и дворян: Хрипс, Мас-Ипа, Багаркан-Ипа, Заурум-Ипа, Пашт-Ипа, Худацвыр-Ипа, Кайтмас-Ипа, Тлапс-Ипа, Учардиа-Ипа, Тапш, Атей-Ипа, Казлат, Мшудба.

## Упоминания в исторической литературе
Ахчипсу, у верховья р. Мзымты, расположено по покатостям и на небольших полянах при подошве гор, образующих ущелья помянутых рек. Дома (которых всего до 200), разбросаны один от другого на довольно значительное расстояние, разбросаны на протяжении 5-ти верст. Господствующая здесь фамилия Маршания чрезвычайно многочисленна, старший и более уважаемый в народе есть Дударуква Багаркан-ипа Маршания.
Аибга, у верховья р. Псоу, несколько менее Ахчипсу и вмещает до 180 семейств, также заселено Маршания; кроме них в сем селении есть ещё уздени Вахох, Тлабог и Кота, имеющие некоторый вес в народе. (Фёдор Фёдорович Торнау (1835, 1839 гг.))
Чужгуча, на р. Чужипсы, впадающей в Мзымту; население его простирается до 100 семейств. И здесь Маршания имеют первенство в народе; старшим и более зажиточным в сем селении считается Каздатук Дударуква Маршания. Селения Ахчипсу, Аибга и Чужгуча… в соединении своем известны соседям под названием медовеевцев. Между горцами они отличаются хищничеством.— Фёдор Фёдорович Торнау (1835)

Медовеевцы. На юго-западной покатости хребта находятся ещё: Псоу— между истоками Бзыба и Апста; Аибга — у верховья р. Псоу; Ахчипсу — у верховья р. Мзымты; Чужгуча — у верховья р. Мцы. Четыре общества эти, известные у черкес под общим именем медовеевцев, суть абхазцы, удалившиеся по разным причинам в неприступные скалы, сопредельные вечным снегам. С черкесами медовеевцы ведут открытую вражду; переходя хребет Кавказских гор, они спускаются в лесистые ущелья Урупа, Лабы, Ходза и Белой речки, убивают там черкес и захватывают у них людей и скот. Во всех четырёх медовеевских селениях первенствует фамилия Маршания, разделившаяся на две линии: на Мас-ипа и на Багаркан-ипа; первые живут в селении Псоу, последние— в Аибге, Ахчипсу и Чужгуче. Медовеевцев нельзя полагать более 5000 душ мужского полу.— Фёдор Фёдорович Торнау (1839)

В Вершинах Бзыба и Кодора жили общества абхазского племени псху и цебельда, не зависящие от владетеля. (…) В обоих обществах были князья Маршани, считавшие себя родом старше владетеля. Сестра последнего была замужем за Хрипсом, старшим из Цебельдинских Маршани. Среди остальных Маршани особенно выдавались храбростью, энергией, и непримиримой враждой к владетелю Шабат, Баталбей и Эсшау. Они подняли всю Цебельду и начали свою (…) войну против Абхазии, и, следовательно, против нас. Пристав Цебельдинский, поручик Лисовский, имевший при себе только шестерых донских казаков, должен был бежать в Сухум. Можно догадываться, что его не хотели преследовать, потому что знали его всегдашнюю вражду с князем Михаилом.
— Г. И. Филипсон. Воспоминания (с 1809 по 1847 год). М., Кучково поле, 2019 год. Стр. 285-286.

## Известные представители
- Золотой Шабат Маршан (1818—1842) — лидер сопротивления Горной Абхазии. Вождь восстания в Дале и Цебельде (1840—1841). 22 мая 1842 г. погиб при нападении на укрепление Мрамба.
- Эшсоу Маршан (после 1818—1855) — вождь абреческого движения в Абхазии, брат Шабата Маршан. После гибели брата возглавил антирусское сопротивление. Установил контакт с наибом Шамиля на Западном Кавказе Магомед-Эмином, который поручил ему захват Карачая. После Крымской войны эмигрировал в Турцию[5].
- Рабиа Маршан — княгиня, супруга владетельного князя Абхазии Келеш Ахмат-бея Чачба, мать Гасанбея Чачба (Хасан-бея). Гасанбей получил в удел Гуму (Абхазский округ). После смерти Георгия (Сафарбея) представители владетельского дома обратились к властям с просьбой утвердить владетелем Гасанбея. Российские власти, опасаясь протурецких настроений Гасанбея, утвердили правительницей вдову Сафарбея Тамару Дадиани, а затем её старшего сына — Дмитрия. Гасанбей был приглашён сухумским комендантом Могилянским якобы для переговоров, но был схвачен и сослан в Сибирь (1821). Арест популярного Гасанбея привел к восстанию, которое возглавил Асланбей. После 6-летней ссылки в Сибирь (1821—1827) Гасанбей получил разрешение вернуться на родину. Оказал российскому правительству значительные услуги, удерживая абхазов от массовых выступлений, так что Паскевич даже писал, что власти допустили ошибку не утвердив Гасанбея владетелем. За заслуги награждён несколькими орденами, произведён в подполковники. Вместе с тем до конца жизни поддерживал торговые связи с Турцией, покровительствовал турецким купцам[5].
- Эмине Маршан (1866—1941) — жена последнего султана Османской империи Мехмеда VI.
- Эмир Маршан (1860—1940) — турецкий правовед и политик, один из сторонников Младотурецкой революции.
- Маршан, Зураб Георгиевич (род. 1970) — член Правительства Республики Абхазия; министр здравоохранения Республики Абхазии (2005—2014).
- Маршания, Лорик Виссарионович (1932—2010) — абхазский и грузинский учёный и общественный деятель, академик, доктор экономических наук, профессор.
- Маршания, Ада Лориковна (род. 1961) — грузинский государственный и политический деятель.
- Маршания, Дмитрий Александрович (род. 1989) — Председатель Сухумского городского собрания.
- Маршария Тенгиз Александрович (1946—2002) — глава Аромашевского района Тюменской области (2001—2002).

## Дальнейшее чтение
- Филипсон Г. И. Воспоминания (с 1809 по 1847 год). — М.: Кучково поле, 2019. — 446 с.
- Ворошилов В. И. История убыхов. — Майкоп, 2006.
- Работы Ф. Ф. Торнау, П. К. Услара (?), Д. К. Чачхалиа.